# Shawn Dawson
Shawn Dawson (en hebreo שון דאוסון, Eilat, 12 de diciembre de 1993) es un baloncestista israelí queactualmente se encuentra sin equipo. Con 1,98 metros de estatura, juega en la posición de alero. Es hijo de Joe Dawson, estadounidense que jugó 20 temporadas en el baloncesto israelí.

## Trayectoria deportiva

### Israel
Jugó en las categorías inferiores del Maccabi Rishon LeZion hasta que en 2012 ascendió al primer equipo. En su primera temporada disputó 19 partidos en los que promedió 3,3 puntos y 1,5 rebotes por partido.
Consiguió la titularidad en su segunda temporada, pero fue en la temporada 2014-15 en la que comenzó a destacar, promediando 13,2 puntos y 5,5 rebotes por partido, siendo incluido en el mejor quinteto de la liga. Al año siguiente sus números se incrementaron hasta los 15,7 puntos, 6,0 rebotes y 3,0 asistencias por partido, siendo pieza clave en la consecución del título de liga.

### NBA
En julio de 2016 se unió a los Washington Wizards para disputar las ligas de verano de la NBA. El 12 de agosto de 2016 firmó contrato con los New Orleans Pelicans, pero fue despedido el 21 de octubre tras disputar tres partidos de pretemporada, regresando al Maccabi Rishon LeZion donde amplió su contrato por una temporada.

### España
El 28 de julio de 2018 ficha por una temporada con el Divina Seguros Joventut.
El 23 de agosto de 2021, regresa al Bnei Herzliya de la Ligat ha'Al. En el verano de 2022 cambió de equipo, fichando por el Hapoel Holon.